# 马来西亚砂拉越大学
马来西亚砂拉越大学（又称UNIMAS），简称砂大，是一所马来西亚公立大学，位于砂拉越州三马拉汉。该大学于1992年12月24日正式成立，也是时任首相马哈迪·莫哈末宣布“2020年宏愿”之后设立的国立大专。UNIMAS在QS世界大学排名的2011年亚洲大学排名中位列前200名。

## 历史
1993年8月31日，时任首相马哈迪为该大学主持奠基仪式。
砂拉越大学是一所通过ISO认证的大学，被授予MS ISO 9001:2000认证。马哈迪担任该校校友会顾问。